# もっと!モット!ときめきメモリアル
「もっと!モット!ときめきメモリアル」は2002年8月4日から2003年3月30日（放送日時基準、JST）まで文化放送系で放送されたラジオ番組。パーソナリティは神田朱未。決め台詞は「あなたと萌え萌えときめきLOVE」。なお、本項では番組と連動して配信されていたインターネットラジオ番組「ときめきのHR」についても併せて記述する。

## 概要
毎週スタジオに『ときめきメモリアル』1 - 3シリーズのキャラクターが遊びに来るという設定で、当該キャラクターを演じた声優と、DJの神田がさまざまな話題でトークを繰り広げていた。
番組途中では、『ときめきメモリアル』1作目のキャラクターデザインを手がけたこくら雅史が当時手がけていた新規コンセプト『こくら雅史シリーズ』のキャラクターを主人公としたミニラジオドラマが放送されていた。このラジオドラマのみ、『もっと!モット!ときめきメモリアル』終了後も、後番組『田村ゆかりのいたずら黒うさぎ』に引き継がれた。

## テーマ曲
オープニング
「もっと!モット!ときめき2001」：作詞 - SANOPPI&2番をつくらなくちゃネ!実行委員会、作曲 - めたるゆーき、編曲 - 米光亮、歌 - 神田朱未
神田のシングル『もっと!モット!ときめき2001/さくらの季節』（2001年11月29日発売）に収録。
エンディング
「朝の光あびて」：作詞・歌 - 神田朱未、作曲・編曲 - 根岸貴幸
神田のアルバム『大好き』（2002年11月6日発売）に収録。

## 放送局
（放送時間はいずれも日本時間）
- 文化放送 - 土曜24:00 - 24:30（日曜0:00 - 0:30）
- 朝日放送 - 土曜25:30 - 26:00（日曜1:30 - 2:00）
- 東海ラジオ - 金曜26:00 - 26:30（土曜2:00 - 2:30、関東・関西より1日繰上げ）

※東海ラジオでの放送は2002年9月27日の第9回放送で打ち切りとなった。

## 出来事・エピソード
文化放送での2002年9月21日放送分は、同日に放送されたプロ野球パシフィック・リーグ優勝決定試合（日本ハム対福岡ダイエー/東京ドーム）中継の延長により休止となり、文化放送では放送されることはなかった。この日の放送はABCラジオ及び東海ラジオでは通常通り放送された。
この番組は文化放送とABCラジオではコナミの1社提供となっていたが、東海ラジオではノースポンサーでのオンエアとなっていた。東海ラジオでの放送では、本来コマーシャルが挿入される部分に『ときめきメモリアル3』のゲーム内BGMが挿入されていた。

## ときめきのHR
番組放送期間中、コナミのインターネットラジオdb-FMで連動番組ときめきのHRが配信されていた。

### テーマ曲
オープニング
「朝の光あびて」 ※「もっと!モット!ときめきメモリアル」本編ではエンディングだが、「ときめきのHR」ではオープニングとなっていた。
エンディングテーマ
「SUNRISE〜from yukko」：作詞 - 工藤順子、作曲 - 宮島律子、編曲 - 岩本正樹、歌 - 神田朱未
アルバム『ときめきメモリアル3 もえぎのピアノ音楽集』（2002年発売）に収録。
この曲のリメイク版が、神田のベストアルバム『Bitter Sweet Friday』（2007年1月発売）に収録されている。
| 文化放送 土曜24:00枠 | 文化放送 土曜24:00枠             | 文化放送 土曜24:00枠         |
| 前番組               | 番組名                           | 次番組                       |
| -------------------- | -------------------------------- | ---------------------------- |
| CLUB db              | もっと!モット!ときめきメモリアル | 田村ゆかりのいたずら黒うさぎ |